# East Island

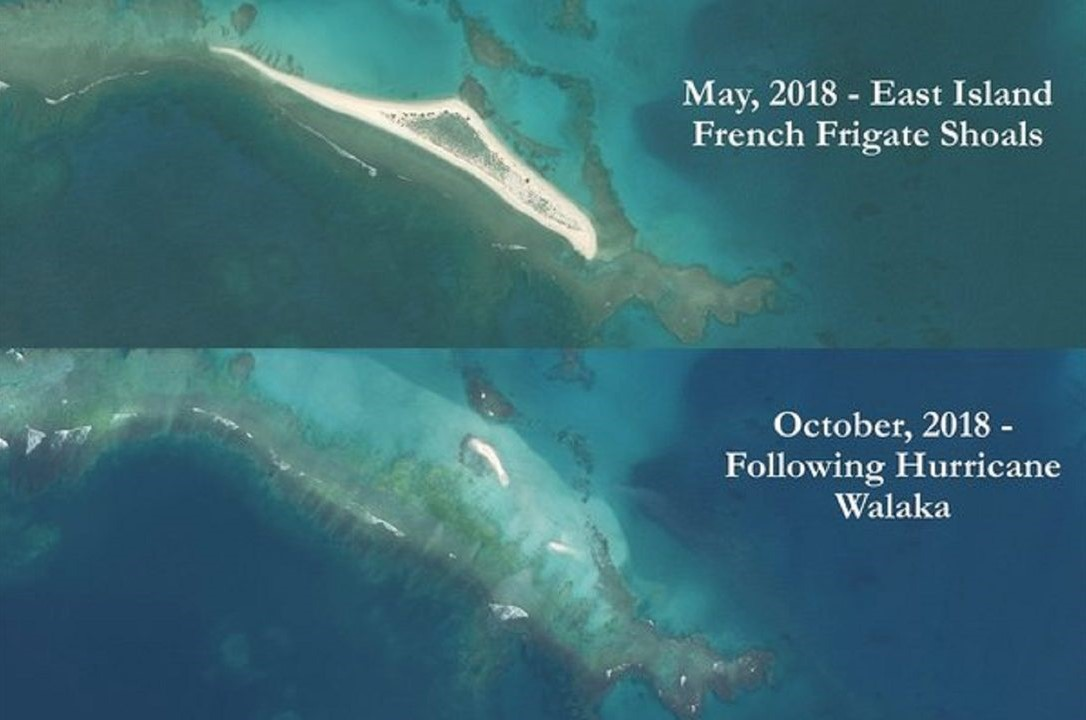
East Island, antes e depois do Furacão Walaka em 2018

East Island é um ilhéu com área aproximada de 4,5 hectares, 800 m de comprimento e 120 m de largura. Era a segunda maior dentre o grupo de ilhas French Frigate Shoals e uma das Ilhas de Sotavento do Havaí, aproximdamente a 550 milhas (890 km) a noroeste de Honolulu. Foi em grande parte erodida em 2018 pela maré de tempestade causada pelo Furacão Walaka. A porção remanescente da ilha acima do nível do mar consistem de uma estreita faixa arenosa com mais ou menos com 150 pés (45 m) de comprimento.

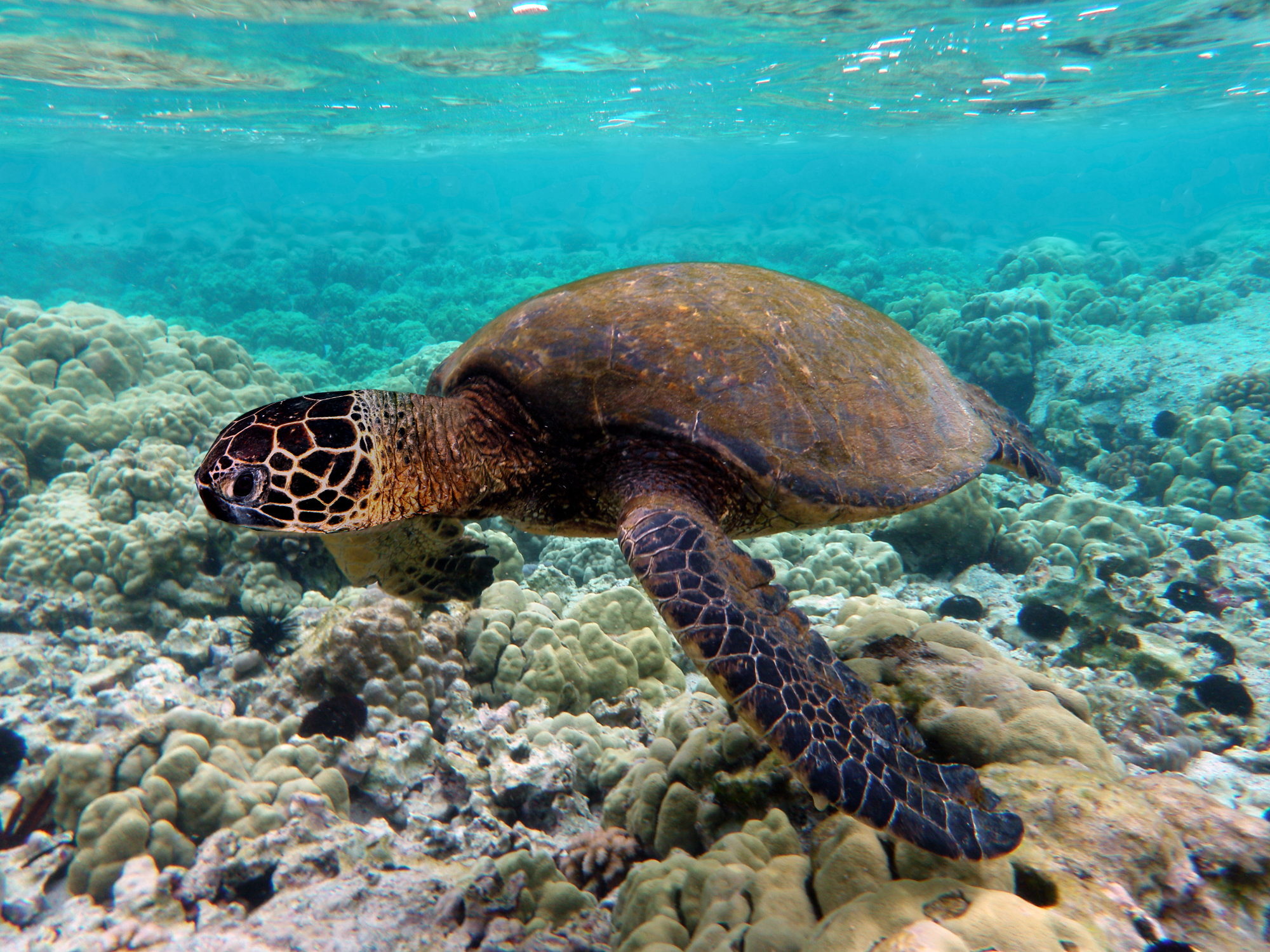
Uma tartaruga-marinha nadando num recife de coral

A ilhota, que faz parte do Papahānaumokuākea Marine National Monument, era habitat para as focas-monge-do-havaí e as tartarugas-verdes, ambas espécies ameaçadas de extinção. 96% das tartarugas-verdes do Havaí nidificam nas French Frigate Shoals, e mais da metade delas estão em East Island. Charles Littnan, da Administração Oceânica e Atmosférica Nacional, descreveu a ilha como o "lugar mais importante para a nidificação das tartarugas-verdes".
De novembro de 1944 a outubro de 1952, a Guarda Costeira dos Estados Unidos manteve uma base de navegação por rádio LORAN na ilha. Em abril de 1946 ela foi gravemente danificada por um tsunami e em agosto de 1950 teve de ser evacuada após um alerta de tufão.